# Centro de Investigación de Agroindustria
El Centro de Investigación de Agroindustria (CIA) es una unidad funcional del Instituto Nacional de Tecnología Agropecuaria (INTA) de Argentina. Busca promover la producción agroindustrial en el país, a la vez que asegurar la calidad alimentaria y el uso racional de recursos.

## Unidades
Está compuesto por dos institutos de investigación:
- Instituto de Ingeniería Rural (IIR)
- Instituto de Tecnología de los Alimentos (ITA)

## Autoridades
- Director: Jorge Carrillo